# Chapelle des Pénitents noirs d'Aubagne
Pour les articles homonymes, voir Chapelle des Pénitents noirs.
La chapelle des Pénitents noirs est une chapelle désaffectée située à Aubagne, dans le département des Bouches-du-Rhône, en France. Elle fait l’objet d’une inscription au titre des monuments historiques depuis le 2 décembre 1927.
Désaffectée au culte, elle sert désormais de lieu d'exposition : elle abrite depuis 2008 le centre d'art contemporain Les Pénitents Noirs.

## Historique
1035 
1472 : Abandonnée au profit de l'église Saint-Sauveur, la chapelle est reconstruite avec une structure en croix latine et une abside.
1551 : La nouvelle confrérie des Pénitents Noirs s'installe dans la chapelle et l'agrandit vers l'ouest en 1564.
1784 : Après de nombreux travaux d'agrandissement, la chapelle reçoit une façade néo-classique inspirée du Panthéon de Rome.
1792 : Utilisée comme étable pour les bœufs destinés aux troupes de Bonaparte lors du siège de Toulon, la chapelle est ensuite abandonnée après la suppression des confréries.
1833 : La confrérie des Pénitents est rétablie grâce à la ferveur de ses membres, et la chapelle est restaurée. Les travaux, qui durent quatre ans, comprennent la reconstruction du clocher, l'installation d'une nouvelle toiture en tuiles vernissées noires et la création d'une corniche intérieure en gypserie. Les activités des Pénitents cessent définitivement à la fin du siècle, après leur intervention lors de l'épidémie de choléra de 1887.
1914-1918 : La chapelle est réquisitionnée pour loger des soldats puis sert de salle de spectacle pour des pastorales.
1927 : La façade de la chapelle est inscrite à l'inventaire supplémentaire des Monuments Historiques.
2001 : La chapelle est réhabilitée en salle d'expositions temporaires, devenant aujourd'hui un Centre d’art.

## Bâtiment
La bâtisse est un édifice dont la façade néo-classique du 18e siècle inspirée du Panthéon de Rome, fut classée à l’inventaire des Monuments Historiques en 1927. La chapelle a obtenu à l’occasion de sa réhabilitation "Les rubans du patrimoine en 2008".